# No.1 (EP)
No.1 é o oitavo EP (décimo geral) do grupo feminino sul-coreano, CLC. Foi lançado digitalmente em 30 de janeiro de 2019 e fisicamente em 31 de janeiro pela Cube Entertainment e distribuído pela Kakao M.

## Antecedentes e lançamento
Em 17 de janeiro de 2019, foi relatado que o grupo lançaria seu oitavo EP intitulado "No.1" em 30 de janeiro, depois de revelar um cronograma de retorno.
A Cube Entertainment divulgou fotos individuais e em grupo nos dias 20 e 21 de janeiro, respectivamente, seguido pela lista de músicas em 22 de janeiro e trechos das músicas em 23 de janeiro. Os teasers individuais e o do MV foram liberados de 24 a 28 de janeiro.
O EP foi lançado através de vários portais de música em 30 de janeiro de 2019, incluindo MelOn, iTunes e Spotify.

## Promoções
Em 20 de janeiro de 2019, foi confirmado que o CLC iria aparecer no Weekly Idol, o primeiro show de variedades do grupo em seu retorno com No.1, marcando a primeira aparição no programa como um grupo de sete pessoas.
Antes de seu retorno, a Cube fez anúncios em cruzamentos da linha 2 do metrô, tais como no Samseong station, Seongsu Station - Ttukseom Station e Seoul Forest Station - e na interseção de Seongdong Gu Bridge.
Em 30 de janeiro, o CLC realizou uma coletiva de imprensa antes do lançamento do álbum no Blue Square iMarket Hall. No mesmo dia, um showcase de estréia apresentado pela Mnet foi transmitida pela Naver e pela Mnet-M2. O CLC é o primeiro grupo feminino a ter seu próprio show, depois do BTS, Wanna One e Got7. Elas tocaram o single "No" e várias outras músicas do EP, bem como faixas do "Black Dress". O grupo também apareceu como convidado no Idol Radio para promover o álbum.

## Videoclipe
O videoclipe foi lançado no mesmo dia do EP em 30 de janeiro. Em 24 horas, o vídeo ultrapassou 2,2 milhões de visualizações no YouTube.

## Lista de músicas
| N.º            | Título         | Letras                                                    | Música                                          | Arranjo                                      | Duração |  |
| 1.             | "No"           | So-yeon ( (G)I-DLE ) Jang Ye-eun                          | So-yeon June                                    | So-yeon June                                 | 3:01    |  |
| 2.             | "Show"         | Dally Seo Jae-woo (TENTEN) BreadBeat (TENTEN) June Ye-eun | Seo Jae-woo (TENTEN) BreadBeat (TENTEN) June    | Seo Jae-woo (TENTEN) BreadBeat (TENTEN) June | 3:31    |  |
| 3.             | "Breakdown"    | Choi Young-kyung Ye-eun                                   | Simon Petren Choi Young-kyung 추대관 (MonoTree) | Simon Petren                                 | 3:11    |  |
| 4.             | "Like It"      | Kim Yeon-seo The Proof Ye-eun                             | The Proof Kim Yeon-seo                          | The Proof                                    | 3:13    |  |
| 5.             | "I Need U"     | Anna Timgren VINCENZO Fuxxy Any Masingga Ye-eun           | VINCENZO Fuxxy Any Masingga Anna Timgren        | VINCENZO Fuxxy                               | 3:26    |  |
| Duração total: | Duração total: | Duração total:                                            | Duração total:                                  | Duração total:                               | 16:22   |  |

## Paradas musicais
| Parada (2019)                   | Posição |
| ------------------------------- | ------- |
| Coreia do Sul (Gaon)            | 4       |
| US Billboard Heatseekers Albums | 19      |
| US Billboard Independent Albums | 49      |
| US Billboard World Albums       | 5       |

## Histórico de lançamento
| País          | Data                  | Formato          | Gravadora                   |
| ------------- | --------------------- | ---------------- | --------------------------- |
| Vários        | 30 de janeiro de 2019 | Download digital | Cube Entertainment, Kakao M |
| Coreia do Sul | 31 de janeiro de 2019 | CD               | Cube Entertainment, Kakao M |

## Prêmios e indicações

### Prêmios em programas musicais

#### The Show
| Ano  | Data            | Canção |
| ---- | --------------- | ------ |
| 2019 | 12 de fevereiro | "No"   |